# Lehký bojový letoun

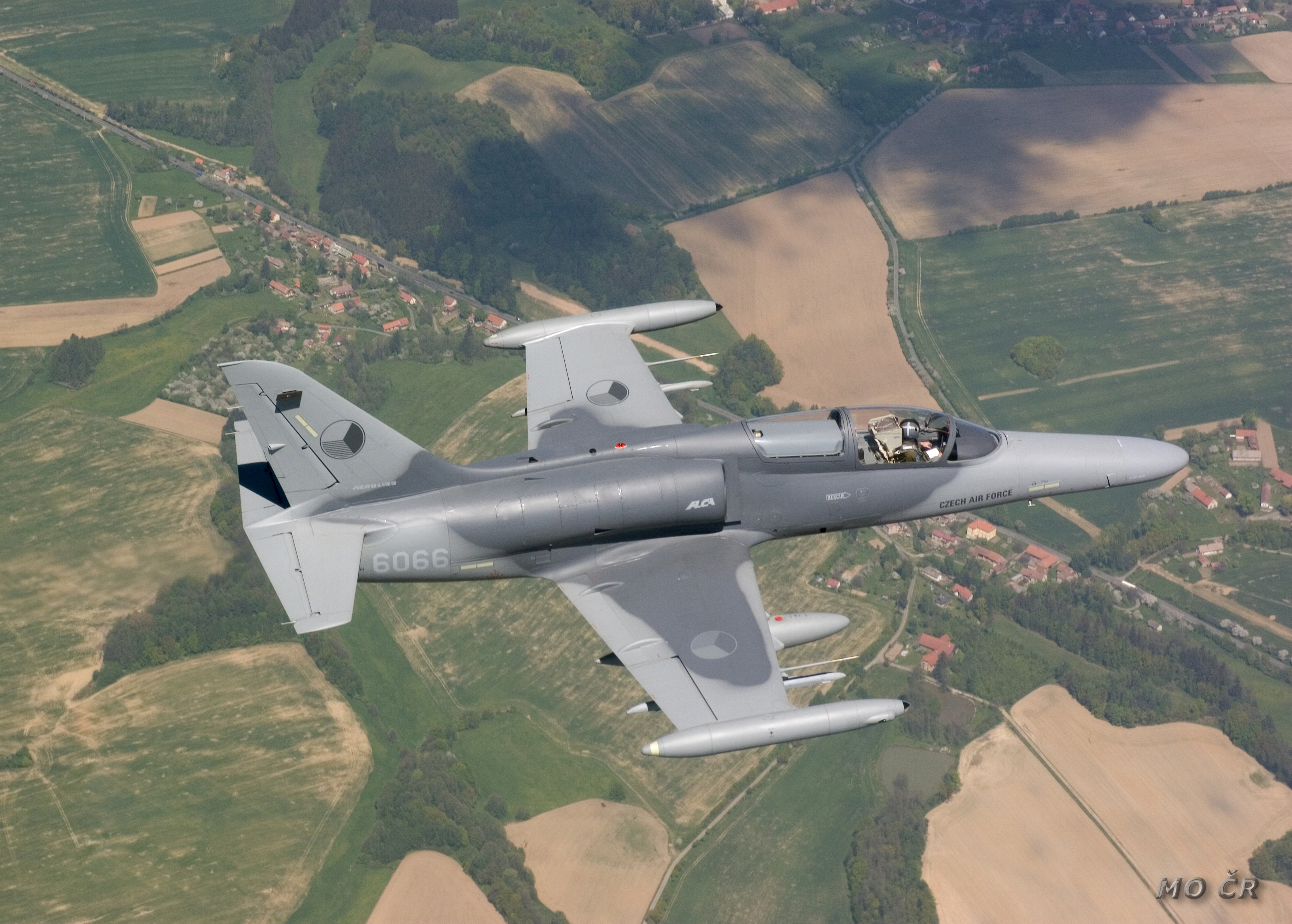
Aero L-159 Alca, příklad lehkého bojového letounu

Lehký bojový letoun je lehký víceúčelový vojenský letoun, často vycházející z pokročilých cvičných typů, upravený nebo navržený pro plnění bojových misí, ať už se jedná o úderné a bitevní úkoly, průzkum nebo hloubkové nálety, přičemž některé tyto letouny si zachovávají svou cvičnou funkci. Lehké bojové letouny obvykle dosahují jen podzvukové rychlosti, takže jsou pomalejší než větší a výkonnější bojové stroje, nicméně některé mohou překonat Mach 1. Přestože jsou vyzbrojeny kanóny nebo protiletadlovými řízenými střelami krátkého dosahu, na rozdíl od lehkých stíhacích letounů je většinou nesou pro vlastní obranu nebo boj s vrtulníky, nikoli pro protivzdušnou obranu. Některé lehké bojové letouny jsou schopné vést vzdušný boj díky jejich výkonným vícerežimovým radarům, většina jimi však vybavena není s ohledem na rozměrové možnosti nebo jsou vybaveny méně výkonnými senzory. Každopádně mohou být nasazeny ke střežení vzdušného prostoru, ostraze hranic nebo air policingu. Tyto letouny jsou obvykle menší a lehčeji vyzbrojené než větší víceúčelové nebo úderné letouny, jako například americké F/A-18 a F-15E Strike Eagle či ruský MiG-29. Většina lehkých bojových letounů je vyzbrojena bombami, raketami či kanónovými podvěsy pro protipovstalecké úkoly (COIN) nebo přímou podporu pozemních vojsk (CAS). Některé letouny byly vyvinuty se záměrem nést pokročilejší výzbroj v podobě tzv. chytrých bomb, protizemních střel a elektronických zaměřovacích systémů pro rozšíření spektra plněných misí.

## Galerie

### Ve službě
| Stát               | Výrobce                                        | Letoun             | Zaveden | Varianty       | Vývoj | Fotografie |
| ------------------ | ---------------------------------------------- | ------------------ | ------- | -------------- | --- | ---------- |
| Česko              | Aero Vodochody                                 | L-159 ALCA         | 2000    | L-159T1,T2,A/B | vyvinut jako víceúčelový lehký bojový letoun odvozený z L-59                                                                      |            |
| Německo Francie    | Dornier (Německo) a Dassault-Breguet (Francie) | Alpha Jet MS2, ATS | 1973    | Jet A/B,2      | modifikované a vylepšené verze MS a ATS                                                                                           |            |
| Itálie             | Alenia Aermacchi                               | M-346              | 2004    |                | |            |
| Itálie             | Alenia Aermacchi                               | MB-339C            | 1979    | A/B            | modifikovaná a vylepšená verze C                                                                                                  |            |
| Argentina          | Fábrica Militar de Aviones                     | FMA IA-63 Pampa    | 1988    |                | vyvinut ve spolupráci s firmou Dornier Flugzeugwerke                                                                              |            |
| Jižní Korea        | Korea Aerospace Industries                     | TA-50              | 2005    | T-50/FA-50     | 2. verze, evoluce upraveného a vylepšeného typu T-50 AJT                                                                          |            |
| Spojené království | BAE Systems MAS Division                       | BAE Hawk 200       | 1976    | Hawk 100       | vyvinutý na základě konstrukce cvičného letounu Hawk s vylepšenou výzbrojí a senzory pro protivzdušné, protizemní a námořní úkoly |            |
| Jugoslávie         | Aeronautical Technical Institute               | G-4MD Super Galeb  | 1983    | G-4/S          | upravená a vylepšená verze 4M |            |
| Indie              | Hindustan Aeronautics Limited                  | HAL Tejas          | 2015    | námořní verze  | původní Mark1, následně Mark2 a Mark3                                                                                             |            |